# Vekselretter
En vekselretter er et elektronisk kredsløb, som omsætter jævnstrømsenergi til vekselstrømsenergi.
Samme opgave kunne udføres af en jævnstrømsmotor, der trækker en vekselstrømsgenerator.
Eksempler på vekselrettere med fortrinsvis fast frekvens – f.eks. 50 Hz:
- Ægte Sinusvekselretter – jævnstrømsenergi til enfaset vekselstrømsenergi. Udgangens kurveform er sinusformet med op til 5% forvrængning.
- Modificeret sinusvekselretter – jævnstrømsenergi til enfaset vekselstrømsenergi. Udgangens kurveform er positive og negative firkanter med 0V pauser imellem.

I dag anvendes som regel SMPS-vekselrettere op til ca. 10kW, pga. deres høje virkningsgrad.
Ægte vekselstrøm og vekselspænding har en middelværdi på nul og dens kurveform kan være sinusformet, firkantformet, modificeret firkant, trekantformet, savtakformet, pulsformet, osv.

## Faser
Vekselrettere kan have flere faseudgange og evt. nul. En fase er oprindeligt kun en egenskab for eller en forskel mellem sinussvingninger. Men man kan også tale om periodiske signalers faseforskelle og her menes der så periodens sinusgrundfrekvens fase.

## Vekselrettere med variabel frekvens
Vekselrettere med variabel frekvens anvendes til at styre 3 eller flerfasede vekselstrømsmotorers hastighed. En elektromotors kommutator fungerer faktisk som en modificeret sinusvekselretter.
En frekvensomformer er også en vekselretter med variabel frekvens, som dog normalt fødes med vekselstrøm.

## Vekselrettere til solcelleanlæg
Vekselrettere, eller 'invertere', som de også kaldes, er blevet et genkendeligt ord i Danmark over de sidste par år, grundet den eksplosive vækst i solcellebranchen. En solcelle omdanner solens stråler til jævnstrøm, hvorfor man har brug for en vekselretter (inverter), så man kan få brugbar vekselstrøm.
For at bevare et stabilt el-net, er det kun tilladt, at benytte de invertere der findes på Energinet.dk's positivliste over vekselrettere til solcelleanlæg. 
Vælger man derudover at investere i en vekselretter uden transformer, så skal man anskaffe sig et AC/DC relæ, således at strømmen fra inverteren ikke er til fare for husets elektriske kredsløb.